# Bouge-toi
Bouge-toi est une sitcom française en 21 épisodes de 16 minutes diffusée du 28 mars 1994 au 17 avril 1994 sur Télé emploi. La série était diffusée à 13 h et rediffusée de 18 h 30 à 19 heures.

## Synopsis
L'histoire de deux chômeurs (dont l'un est interprété par le comédien Jean-Pierre Baxter) essayant de trouver un emploi.

## Distribution
- Benoît Vergne
- Jean-Pierre Baxter
- Fabienne Thonney
- Claire Prévost
- Marie-Christine Demarest
- Monique Mélinand